# Pandora box
Pandora box is een Belgisch-Franse stripreeks die begonnen is in januari 2005 met Didier Swysen als schrijver en Didier Pagot als tekenaar.

## Albums
Alle albums zijn geschreven door Didier Swysen en uitgegeven door Dupuis.
| Nummer | Titel         | Tekenaar            |
| ------ | ------------- | ------------------- |
| 1      | De hoogmoed   | Didier Pagot        |
| 2      | De luiheid    | Vujadin Radovanovic |
| 3      | De gulzigheid | Steven Dupré        |
| 4      | De wellust    | Roland Pignault     |
| 5      | Hebzucht      | Eric Juszezak       |
| 6      | Afgunst       | Alain Henriet       |
| 7      | De woede      | Sébastien Tessier   |
| 8      | De hoop       | Didier Pagot        |